# Musone (personaggio)
Musone (in inglese Gloomy, o Gloomy the Mechanic) è un personaggio Disney che svolge l'attività di meccanico all'aeroporto di Topolinia, dove lavora con e per il colonnello Setter.
Musone appare per la prima volta nella storia Le avventure eroicomiche di Topolino aviatore (1933), scritta da Ted Osborne e disegnata da Floyd Gottfredson. In queste strisce ha già le caratteristiche di un personaggio che non ama il rischio e l'avventura e per questo ha deciso di fare il meccanico e non l'aviatore: anche solo volare per lui è già troppo rischioso. Inoltre, come suggerisce il nome stesso (gloomy significa pessimista), una delle caratteristiche essenziali del suo carattere è il pessimismo, infatti tende a vedere tutto nero, inoltre raramente sorride (appunto per il fatto che appare quasi sempre triste, e quindi poco aperto, poco socievole, i traduttori italiani lo hanno chiamato Musone). È probabilmente proprio la convinzione che accadrà qualcosa di storto sempre e comunque, e quindi la tendenza a vedere tutto nero, a spingerlo a limitarsi ad attività il meno possibile rischiose. È un po' l'opposto dell'amico Topolino, di carattere ottimista e sempre pronto invece ad affrontare qualsiasi peripezia; così, quando questi inizia a seguire i corsi per diventare pilota, tenta in ogni modo di convincerlo a desistere; non riuscendovi, cerca almeno di insegnargli la meccanica e la manutenzione degli aerei ed anche svariati accorgimenti per sopravvivere durante le missioni di volo.
Appare una seconda volta nella storia Topolino contro S, il terrore dei sette mari, pubblicata per la prima volta fra il 1935 e il 1936 sulle strisce quotidiane. In questa storia aiuta Topolino a sconfiggere il pirata Orango che, con un potente artiglio magnetico, si impossessa delle navi e ne rapisce l'equipaggio che poi costringe a lavorare per sé. Anche in questa storia si presenta come un personaggio pessimista, poco incline ad affrontare il rischio; quando però è punzecchiato e colpito nell'orgoglio da Topolino o quando capisce che ci sono in gioco delle vite, allora non esita ad agire e a contribuire in modo determinante alla sconfitta del pirata Orango.
Dopo queste due apparizioni nelle strisce giornaliere di Topolino, Musone, a parte una comparsata in una storia disney apocrifa pubblicata nel 1936 in Jugoslavia e caduta presto nel dimenticatoio, scomparve dai fumetti disney per circa un trentennio. Ricomparve nella storia italiana Topolino e il vecchio aereo (Topolino n. 669, 1968), in cui Topolino e Pippo devono risolvere un caso di spionaggio per conto del Colonnello Setter, il datore di lavoro di Musone. Ricomparve poi in Topolino ferroviere d'assalto (Topolino n. 1373-1374, 1982), in cui, con Topolino, deve attraversare gli USA in treno per sperimentare un'invenzione del professor Enigm, ma devono poi fronteggiare Macchia Nera che tenta di sabotare il viaggio. Infine, dopo essere stato coprotagonista di Topolino in Topolino e la sfida ultrasonica (Paperino Mese n. 71, 1986), ricomparve per l'ultima volta finora in Tanti auguri, Gancio! (Topolino n. 2297, 1999), storia celebrativa dei cinquant'anni di Gancio il Dritto.
Simile a Pippo nell'aspetto, tuttavia non ha mai rivestito nelle storie in cui compare un ruolo altrettanto preminente. Al contrario, è uno di quei personaggi che sono stati rapidamente "dimenticati"; Musone infatti non appare più nelle storie disneyane da anni, anche se le sue avventure continuano ad essere ristampate saltuariamente.